# Classifica giovani (Giro d'Italia femminile)
La classifica giovani del Giro d'Italia femminile è una delle classifiche accessorie della corsa a tappe italiana. Consiste in una graduatoria a tempi che riguarda solo le cicliste che non hanno ancora compiuto il ventitreesimo anno di età il 1º gennaio dell'anno in corso. Il simbolo distintivo è la maglia bianca.

## Albo d'oro
| Anno | Corridore                 | Squadra                        | Tempo         | Altre classifiche  |
| ---- | ------------------------- | ------------------------------ | ------------- | ------------------ |
| 1988 | Angela Kindling           | Germania Est                   | ?             | -                  |
| 1989 | Aleksandra Koljaseva      | Unione Sovietica               | ?             | -                  |
| 1990 | Catherine Marsal          | Francia                        | 16h34'54"     | Generale Scalatori |
| 1993 | Michela Fanini            | Fanini Arte e Sprint           | ?             | -                  |
| 1994 | Edita Pučinskaitė         | Lituania                       | ?             | -                  |
| 1995 | Fabiana Luperini          | Gelati Sanson-Edera Forlì      | 26h44'19"     | Generale Scalatori |
| 1996 | Elisabeth Chevanne-Brunel | Francia                        | ?             | -                  |
| 1997 | Edita Pučinskaitė         | Acca Due O-Lorena Camicie      | ?             | -                  |
| 1998 | Cindy Pieters             | Vlaanderen 2002                | ?             | -                  |
| 1999 | Tetjana Stjažkina         | Selene Rama                    | 32h19'09      | -                  |
| 2000 | Nicole Brändli            | Svizzera                       | 34h39'32"     | -                  |
| 2001 | Nicole Brändli            | Edil Savino                    | 39h15'37"     | Generale Punti     |
| 2002 | Sara Carrigan             | Australia                      | ?             | -                  |
| 2003 | Modesta Vžesniauskaitė    | Acca Due O-Pasta Zara          | 22h42'59"     | -                  |
| 2004 | Nicole Cooke              | Safi-Pasta Zara-Manhattan      | 21h33'11"     | Generale           |
| 2005 | Volha Hayeva              | Fanini Velosport               | 22h27'57"     | -                  |
| 2006 | non assegnata             | non assegnata                  | non assegnata | non assegnata      |
| 2007 | Tatiana Guderzo           | AA-Drink Cycling Team          | 22h37'51"     | -                  |
| 2008 | Claudia Häusler           | Equipe Nürnberger Versicherung | 21h21'20"     | -                  |
| 2009 | Elizabeth Armitstead      | Lotto-Belisol Ladiesteam       | 25h48'32"     | -                  |
| 2010 | Marianne Vos              | Paesi Bassi                    | 22h39'52"     | Punti              |
| 2011 | Elena Berlato             | Top Girls Fassa Bortolo        | 26h00'48"     | -                  |
| 2012 | Elisa Longo Borghini      | Hitec Products-Mistral Home    | 25h00'50"     | -                  |
| 2013 | Francesca Cauz            | Top Girls Fassa Bortolo        | 20h34'40"     | -                  |
| 2014 | Pauline Ferrand-Prévot    | Rabo-Liv Women Cycling Team    | 25h12'22"     | -                  |
| 2015 | Katarzyna Niewiadoma      | Rabo-Liv Women Cycling Team    | 24h18'19"     | -                  |
| 2016 | Katarzyna Niewiadoma      | Rabo-Liv Women Cycling Team    | 22h49'28"     | -                  |
| 2017 | Cecilie Uttrup Ludwig     | Cervélo-Bigla Pro Cycling Team | 25h49'36"     | -                  |
| 2018 | Sofia Bertizzolo          | Astana Women's Team            | 26h14'22"     | -                  |
| 2019 | Juliette Labous           | Team Sunweb                    | 25h11'32"     | -                  |
| 2020 | Mikayla Harvey            | Équipe Paule Ka                | 26h28'35"     | -                  |
| 2021 | Niamh Fisher-Black        | Team SD Worx                   | 27h10'39      | -                  |
| 2022 | Niamh Fisher-Black        | Team SD Worx                   | 27h18'38      | -                  |
| 2023 | Gaia Realini              | Lidl-Trek                      | 24h30'48"     | Italiane           |
| 2024 | Neve Bradbury             | Canyon-SRAM                    | 24h03'32"     | -                  |